# Liste der Bischöfe von Reval
Bereits vor Bistumsgründung 1219 wirkten Bischöfe in Estland:
- Bischof Fulco, Missionsbischof, kam 1170, verließ aber Estland 1179 wieder.
- Theoderich von Treyden, 1211 zum Bischof von Leal ernannt, konnte seinen Bischofssitz wegen der Stärke der Heiden nicht einnehmen und erwirkte das Eingreifen König Waldemars II. von Dänemark, der 1219 stattdessen das Bistum Reval gründete. Hermann von Buxthoeven, nach fünf Jahren Vakanz zum Nachfolger Theoderichs für Leal ernannt, legte 1224 seinen Bischofssitz in das gerade von den Schwertbrüdern eroberte Tarbatis, wodurch das Dorpat entstand.
- 1215 wird Ostradus als Bischof von Wierland genannt, ihm folgte 1247 der Franziskaner Dietrich von Minden (Nicht zu verwechseln mit dem 1002–1022 amtierenden Mindener Bischof Dietrich). 1265 wurde das Bistum Wierland mit dem Bistum Reval vereinigt.

Am 29. Juni 1560 verkaufte Moritz von Wrangel das Bistum Reval an Magnus Herzog von Holstein, der erster protestantischer Bischof von Reval wurde. Die Tradition und Hierarchie des römisch-katholischen Bistums Reval war damit erloschen und wurde bis heute nicht wiederhergestellt. In der Stadt Reval, die bereits seit 1524 die Reformation eingeführt hatte, amtierten seit 1533 evangelische Superintendenten und zusätzlich ab 1565 Superintendenten für das nordestnische Landgebiet. Ab 1638 führten diese den Bischofstitel. Das Bistum Reval wurde als Bistum in die Struktur der Schwedischen Kirche eingebunden und umfasste ab 1693 auch das Kirchenwesen in der Stadt Reval.
Mit der Eroberung durch Russland 1710 endete auch das lutherische Bistum Reval. In der russischen Zeit amtierten wieder Superintendenten, ab 1833 Generalsuperintendenten. Die 1917 neu gegründete Estnische Evangelisch-Lutherische Kirche führte 1919 das Amt des Bischofs (seit 1949 Erzbischofs) wieder ein.
Die folgenden Personen waren Bischöfe von Reval – Tallinn, (Estland):

## Römisch-Katholische Bischöfe
| Nr. | Bischof                  | von  | bis  | Anmerkung | Darstellung | Wappen |
| --- | ------------------------ | ---- | ---- | --- | ----------- | ------ |
| 01  | Wesselin                 | 1219 | 1227 | auch Welcelo, Wescelin, 1226 genannt |             |        |
| 02  | Thorkill von Ribe        | 1240 | 1260 | auch Torchill, Thorkel, 1240 zum Bischof bestellt, † 14. Oktober 1260? |             |        |
| 03  | Thrugot                  | 1263 | 1279 | 1263 zum Bischof bestellt, † nach dem 2. Juli 1279 |             |        |
| 04  | Johannes I.              | 1280 | 1294 | 1279 zum Bischof bestellt, 1280 genannt, † nach dem 5. Juni 1294 |             |        |
|     |                          | 1294 | 1298 | Sedisvakanz |             |        |
| 05  | Heinrich I. OFM          | 1298 | 1318 | am 13. März 1298 zum Bischof bestellt |             |        |
| 06  | Johannes II.             | 1318 | 1320 | 1320 zum Bischof bestellt, starb vor der Weihe |             |        |
|     |                          | 1320 | 1323 | Sedisvakanz |             |        |
| 07  | Olaf von Roskilde        | 1323 | 1350 | am 2. Januar 1346 genannt |             |        |
| 08  | Ludwig von Münster       | 1352 | 1389 | 1376 genannt, † 1389 |             |        |
| 09  | Johannes Rekeling        | 1390 | 1403 | 1390, 1397 genannt |             |        |
| 010 | Dietrich Tolke           | 1403 | 1405 | am 9. April 1403 zum Bischof bestellt, † 1405 |             |        |
| 011 | Johannes Ochmann         | 1405 | 1418 | auch Ocke. 1405 zum Bischof bestellt, † 1418 |             |        |
| 012 | Arnold Stoltevoet        | 1418 | 1419 | 1418 zum Bischof bestellt, † September 1419 |             |        |
| 013 | Heinrich Üxküll          | 1419 | 1456 | † 1456 |             |        |
| 014 | Christian                | 1426 |      | 1426 zum Bischof bestellt |             |        |
| 015 | Eberhard Kalle           | 1457 | 1475 | 1459 zum Bischof bestellt, bis 13. März 1475 |             |        |
| 016 | Iwan Stoltevoet          | 1475 | 1477 | † 1477 |             |        |
| 017 | Simon von der Borch      | 1477 | 1492 | 1477 zum Bischof bestellt, † 22. Oktober 1492 |             |        |
| 018 | Nikolaus Roddendorp      | 1493 | 1509 | 1493 zum Bischof bestellt, bis vor 10. Februar 1509 |             |        |
| 019 | Gottschalk Hagen         | 1509 | 1513 | vor dem 24. Juni 1509 zum Bischof bestellt, † nach 1513 |             |        |
| 020 | Christian Czernekow      | 1513 | 1514 | 1513 zum Bischof bestellt |             |        |
| 021 | Johannes von Blankenfeld | 1514 | 1524 | 1514 zum Bischof von Reval bestellt, 1524–1527 Bischof von Dorpat, 1524–1527 Erzbischof von Riga, † 9. September 1527                                                                                       |             |        |
| 022 | Georg von Tiesenhausen   | 1525 | 1530 | 1525 zum Bischof bestellt, von 1527 bis 1530 Bischof von Ösel, † 12. Oktober 1530 |             |        |
| 023 | Johannes Roterd          | 1531 | 1536 | 1531 zum Bischof bestellt, † nach 1536 |             |        |
| 024 | Arnold Annebat           | 1536 | 1551 | 1536 zum Bischof bestellt, 1537, 1546, (1549) genannt, † 1553 |             |        |
| 025 | Friedrich von Ampten     | 1551 | 1557 | 1551 zum Bischof bestellt, 1553, 1557 genannt, † nach 1557 |             |        |
| 026 | Moritz von Wrangel       | 1558 | 1560 | 1558 zum Bischof bestellt, wurde aber nicht geweiht, da ihn Papst Paul IV. und sein Nachfolger Pius IV. nicht bestätigten, am 29. Juni 1560 verkaufte er das Bistum an den Herzog von Holstein, † nach 1560 |             |        |

## Evangelische Bischöfe
| Nr. | Bischof                    | von  | bis  | Anmerkung | Darstellung | Wappen |
| --- | -------------------------- | ---- | ---- | --- | ----------- | ------ |
| 0   | Magnus Herzog von Holstein | 1560 | 1583 | 1. Protestantischer Bischof nach der Reformation, zugleich auch Bischof von Ösel und Kurland, † 18. März 1583                                                                                        |             |        |
| 0   | Joachim Jhering            | 1638 | 1657 | Gebürtiger Schwede, † 18. Juli 1657 |             |        |
| 0   | Andreas Virginius          | 1658 | 1664 | Gebürtiger Pommer, ab 1631 Theologieprofessor an der Academia Gustaviana in Dorpat, † 20. Dezember 1664                                                                                              |             |        |
| 0   | Johann Jacob Pfeiff        | 1665 | 1676 | Gebürtiger Pommer, ab 1655 Hauptpastor der Deutschen Gemeinde in Stockholm, † 27. März 1676 |             |        |
| 0   | Jakob Helwig d. J.         | 1677 | 1684 | Gebürtiger Deutscher, ab 1674 Hauptpastor der Deutschen Gemeinde in Stockholm, † 19. Januar 1684 |             |        |
| 0   | Johann Heinrich Gerth      | 1684 | 1693 | Gebürtiger Deutscher, Hofprediger der Königin Hedwig Eleonora, ab 1684 zugleich Bischof in Estland und Hauptpastor der Deutschen Gemeinde in Stockholm, gab das Bischofsamt 1693 auf, † 13. Mai 1696 |             |        |
| 0   | Joachim Salemann           | 1693 | 1701 | Seit 1673 Stadtsuperintendent von Reval, 1693 zum Bischof ernannt, 1695 geweiht, † 3. März 1701 |             |        |
| 0   | Jacob Lang                 | 1701 | 1710 | 1700 Generalsuperintendent in Livland, nach Salemanns Tod Bischof von Reval, floh 1710 vor den Russen nach Schweden und wurde dort 1711 Bischof von Linköping, † 17. Februar 1716                    |             |        |